# Gentilhombre de casa y boca

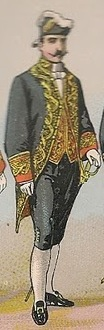
Uniforme de gentilhombre de casa y boca en la década de 1920

El gentilhombre de casa y boca era un antiguo empleo y clase palatina de la Real Casa y Patrimonio de la Corona de España. Dependía del Mayordomo Mayor y formaban parte de la corte española. 

## Historia
El cargo se formó en la primera mitad del siglo XIX a partir de la unión de dos clases palatinas existentes anteriormente en la corte española: los gentileshombres de la casa y los gentileshombres de boca.
Esta clase palatina desapareció en 1931 tras la caída de Alfonso XIII. No fue restaurada en los reinados de Juan Carlos I y Felipe VI.

## Funciones

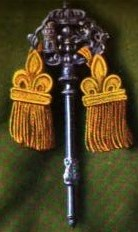
Punzón, insignia propia de la clase palatina que lucían en su uniforme

En el momento de formarse esta clase palatina sus funciones eran ya principalmente ceremoniales. De acuerdo con las funciones que ejercían los cargos de gentileshombres de la casa y los de boca, les correspondería:
- servir la mesa del rey,
- asistir en al rey al comer en público, en número de tres.[Nota 1]
- acompañar al rey en las capillas públicas y en otras salidas a iglesias o caballo, y
- acompañar al mayordomo de semana a buscar a los embajadores la primera vez que estos iban a palacio.[3]

Se trataba de funciones más o menos nominales, porque su función principal fue la de figurar en distintas ceremonias palatinas, acompañando al soberano español como las capillas públicas, bodas regias, funerales reales, etc.
Dependía del mayordomo mayor del rey.
Su número varió a lo largo de su existencia. Así de 1815 a 1829 fueron 12. En 1848 su número había crecido hasta los 44.
En 1829 cobraban 10.000 reales de vellón y en 1866 cobraban un sueldo de 6.000 escudos.
Desde mediados del siglo XIX solían ser nombrados gentileshombres de casa y boca servidores veteranos de la Real Casa. También servía para dar rango algunos servidores de palacio, por ejemplo, el alcaide del real palacio tenía la consideración de gentilhombre de casa y boca.

### Individuales
1. ↑  «Ceremonias y etiquetas que deben observarse en la entrada en Madrid de S.M. la Reina Nuestra Señora Doña María Cristina de Borbón y sus augustos padres S.S. M.M. los Reyes de las Dos-Sicilias, en los desposorios de S.S. M.M., velaciones, besamanos generales, de los consejos, &c. &c. Día 11 por la noche». Gaceta de Madrid (171 (Suplemento)). 10 de diciembre de 1829.
2. ↑  Moral Roncal, Antonio Manuel (2004). «"Del Rey abajo, ninguno": la depuración política de la Casa Real y Patrimonio durante la crisis del Antiguo Régimen (1814-1835)». Historia contemporánea (29): 911. ISSN 1130-2402. Consultado el 16 de septiembre de 2021.
3. ↑  Hierro, ed. (1734). «Gentilhombre de boca / Gentilhombre de la casa». Diccionario de la lengua castellana ... compuesto por la real academia espanola. p. 45. Consultado el 16 de septiembre de 2021.
4. ↑  Requejo, María Gómez (16 de abril de 2014). «Alfonso XII, primer cortejo fúnebre». Protocolo con corsé. Consultado el 16 de septiembre de 2021.
5. ↑  López Sánchez, 2017, p. 161.
6. ↑  Real Casa y Patrimonio de la Corona de España (1847). «Gentiles hombres de boca y casa».  En Aguado, ed. Guía de Casa Real y Patrimonio: Año de 1848. Madrid: Aguado. pp. 19-21. Consultado el 16 de septiembre de 2021.
7. ↑  López Sánchez, 2017, p. 314.
8. ↑  López Sánchez, 2017, p. 207.
9. ↑  Martínez García, Cristina Bienvenida (2019). «La organización de la Real Casa durante la regencia de María Cristina de Borbón: la Alcaidía». Del siglo XIX al XXI: tendencias y debates, 2019, ISBN 978-84-17422-62-2, págs. 710-720 (Biblioteca Virtual Miguel de Cervantes): 716. ISBN 978-84-17422-62-2. Consultado el 16 de septiembre de 2021.